# Escura fitzroyensis
Escura fitzroyensis is een insect uit de familie van de mierenleeuwen (Myrmeleontidae), die tot de orde netvleugeligen (Neuroptera) behoort. 
Escura fitzroyensis is voor het eerst wetenschappelijk beschreven door New in 1985.